# Xian de Yiliang (Zhaotong)
Pour les articles homonymes, voir Yiliang.
Le xian de Yiliang (彝良县 ; pinyin : Yíliáng Xiàn) est un district administratif de la province du Yunnan en Chine. Il est placé sous la juridiction de la ville-préfecture de Zhaotong.

## Démographie
La population du district était de 486 520 habitants en 1999.